# Pintor de Dodwell

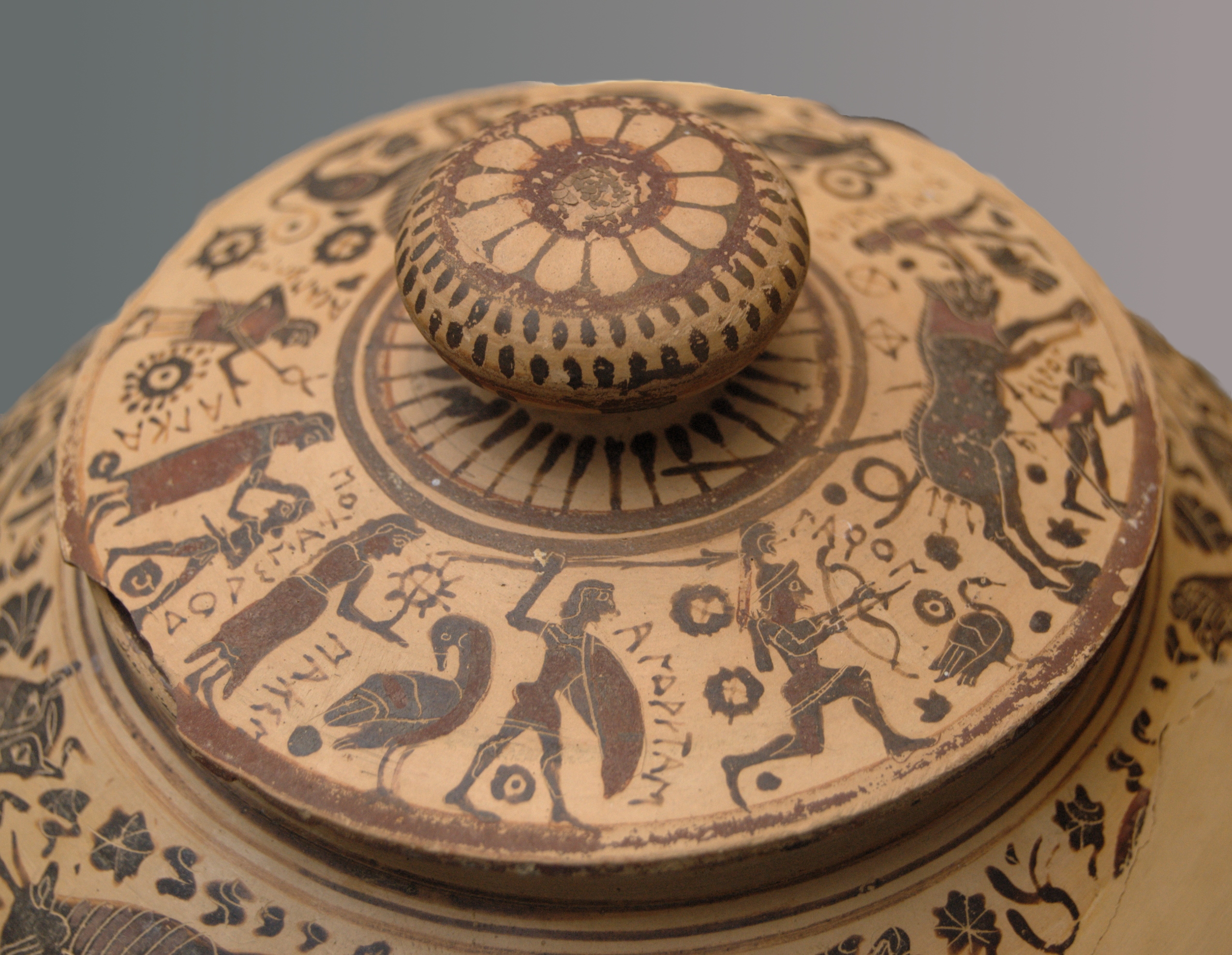
Tapa de una píxide de Dodwell.

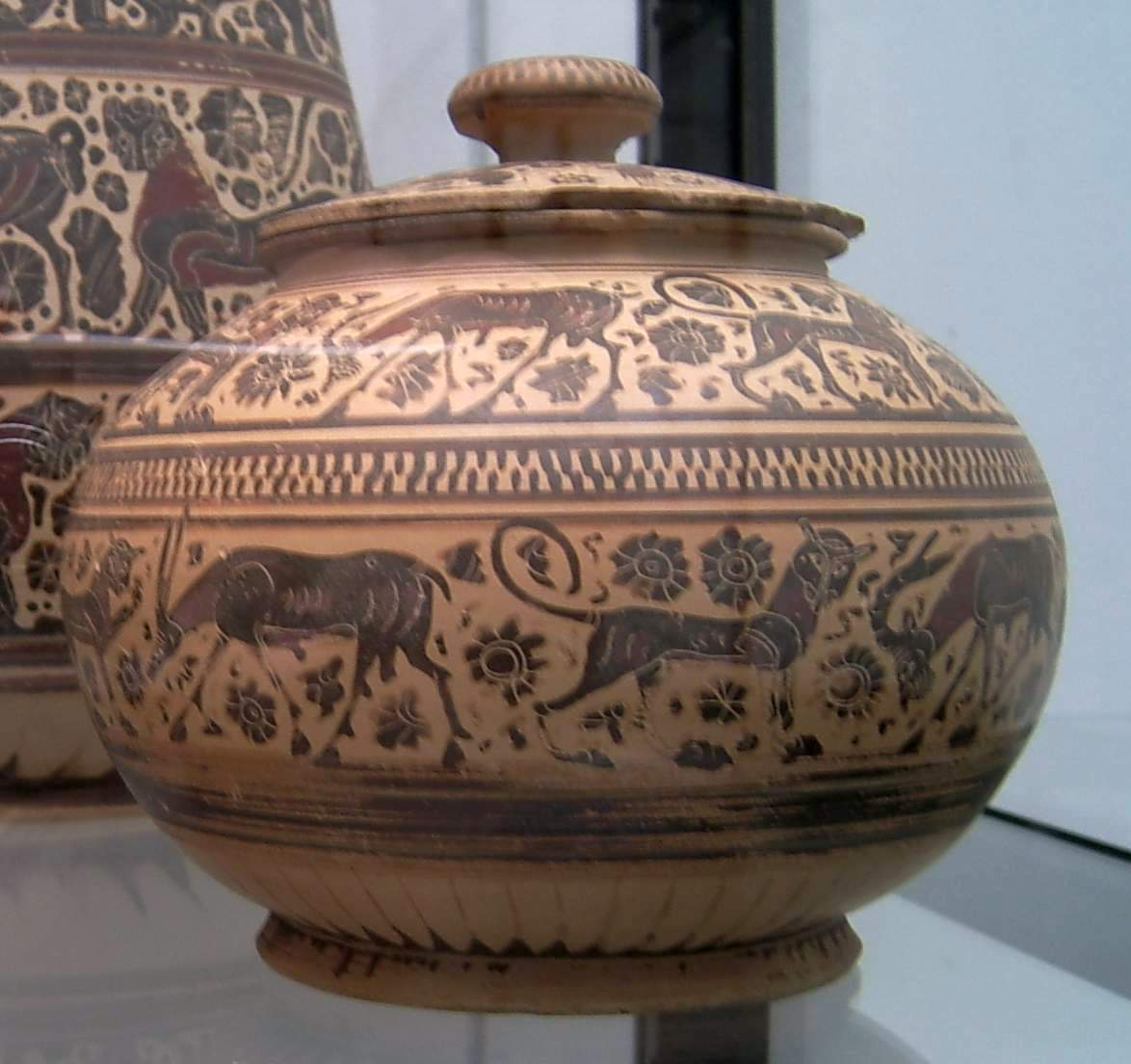
Píxide de Dodwell.

El Pintor de Dodwell fue un antiguo pintor de vasos corintios en el estilo de figuras negras cuyo nombre real es desconocido. Estuvo activo durante los períodos medio y tardío de Corinto (c. 600-550 a. C.) y sus obras se remontan a 580 a 570 a. C.
El Pintor de Dodwell fue uno de los más importantes pintores de vasos corintios de su tiempo. Decoró principalmente píxides y enócoes, pero también ánforas de cuello e hidrias. Pintó la mayoría de sus vasos con frisos de animales o jinetes. De excepcional importancia es una píxide en la Staatliche Antikensammlungen de Múnich conocida como la Píxide Dodwell. En la tapa, representa la caza del jabalí de Calidón así como varias otras figuras de la mitología griega no relacionadas con ese motivo, incluyendo a Agamenón. Las figuras son nombradas por inscripciones añadidas, no todas las cuales parecen apropiadas a las figuras que acompañan. Otra pieza importante está en la Villa Julia en Roma. El olpe representa un friso con varios comastas que se mueven alrededor de una crátera; un segundo friso muestra a Heracles luchando contra la Hidra. Normalmente sus pinturas muestran mucha rutina, pero carecen de precisión. Se le atribuyen unos 70 vasos y según Darrell A. Amyx, otros diez pintores pueden ser descritos como su círculo. Ellos también pintaron principalmente píxides y enócoes con frisos de animales. Además, varios sucesores fueron influenciados por él.